# Bułochi
Bułochi (ros. Булохи) – wieś (ros. деревня, trb. dieriewnia) w zachodniej Rosji, w osiedlu wiejskim Słobodskoje rejonu diemidowskiego w obwodzie smoleńskim.

## Geografia
Miejscowość położona jest w dorzeczu Jelszy, przy drodze regionalnej 66N-0506 (Prżewalskoje – Jewsiejewka), 6,5 km od centrum administracyjnego osiedla wiejskiego (Staryj Dwor), 38 km od centrum administracyjnego rejonu (Diemidow), 88 km od stolicy obwodu (Smoleńsk), 54,5 km od granicy z Białorusią.
W granicach miejscowości znajduje się ulica Bieriozowaja (6 posesji).

## Demografia
W 2010 r. miejscowość zamieszkiwało 9 osób.

## Historia
W czasie II wojny światowej od lipca 1941 roku dieriewnia była okupowana przez hitlerowców. Wyzwolenie nastąpiło we wrześniu 1943 roku.